# Mijoteuse
 (octobre 2016).
Améliorez-le ou discutez des points à vérifier. 

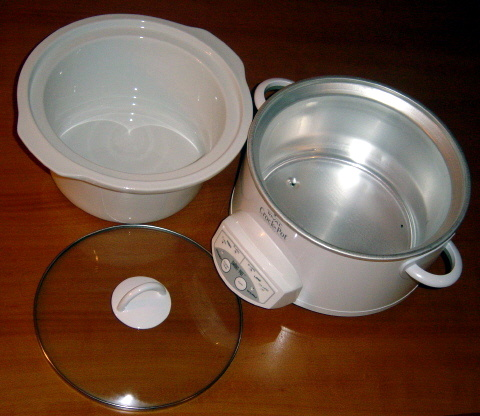
Une nouvelle version de mijoteuse.

Une mijoteuse est un appareil électroménager moderne permettant de réaliser différentes cuissons. Elle permet des opérations de mijotage sans grande surveillance, à la façon des cuissons au bain-marie. La mijoteuse électrique maintient une température relativement basse (contrairement à d'autres méthodes de cuisson, comme l'ébullition ou la friture), permettant la cuisson sans surveillance pendant de nombreuses heures de rôtis, ragoûts, soupes et maintient au chaud sans déshydratation entre autres.

## Histoire
Le Naxon Utilities Corporation de Chicago, sous la direction d'Irving Naxon, a développé le Naxon Beanery All-Purpose Cooker.
Comme on le voit dans une publicité du numéro d'avril 1950 de la revue The Rotarien, il y avait une version de la mijoteuse appelé le Simmer Crock qui été produite par l'Industrial Radiant Heat Corp. of Gladstone, NJ.

## Conception
Une mijoteuse est composée d'une marmite ronde ou ovale, en céramique émaillée ou en porcelaine, entourée d'un logement, généralement en métal, contenant un élément de chauffage électrique. Le couvercle est souvent en verre, reposant dans une rainure dans le bord du pot. La vapeur condensée se rassemble dans la rainure et assure une étanchéité à faible pression.
Le contenu d'une mijoteuse reste à pression atmosphérique, en dépit de la vapeur d'eau générée à l'intérieur du pot.
Une mijoteuse est de fait différente d'un autocuiseur et ne présente pas de menace d'un relâchement soudain de la pression.
Le pot en céramique agit comme un récipient de cuisson et un réservoir de chaleur.
Il existe des mijoteuses avec des capacités de 0,5 à 7 litres. Il y a habituellement un niveau minimum de liquide recommandé afin d'éviter un échauffement local incontrôlé.
La plupart des mijoteuses ont plusieurs niveaux de chaleur (par exemple : faible, moyenne, haute, et parfois « garder au chaud »). Certaines permettent une variation continue de la chaleur. Généralement, les mijoteuses n'ont pas de contrôle de température et fournissent une chaleur constante au contenu.
La température du contenu augmente jusqu'à ce qu'elle atteigne le point d'ébullition, puis elle garde le liquide à ébullition. Avec un réglage inférieur, la mijoteuse maintient le contenu juste en dessous du point d'ébullition.